# Daciana Hosu
Daciana Hosu (n. 16 ianuarie 1998, în Bistrița) este o handbalistă română care joacă pentru echipa SCM Râmnicu Vâlcea pe postul de portar. Hosu este și componentă a echipei naționale a României.

## Biografie
Hosu a început să joace handbal la CS Handsport Bistrița, în anul 2008, și a evoluat pentru acest club până în 2012. Din 2012 a jucat la Liceul cu Program Sportiv Bistrița, iar în 2014 a fost transferată de Mariana Târcă la echipa de junioare a clubului ASC Corona 2010 Brașov.
În 2015, Hosu a fost convocată la echipa U17 a României pentru a participa la ediția din acel an a FOTE și la Campionatul European din Macedonia, unde România a ocupat locul patru. În același an a câștigat medalia de aur la Campionatele Balcanice pentru junioare.
În 2016, ea a făcut parte din echipa U18 a României la Campionatul Mondial din Slovacia, iar în 2018 a făcut parte din echipa U20 la Campionatul Mondial din Ungaria.
Pe 19 noiembrie 2019, agenția română anti-doping ANAD a anunțat că a notificat trei sportive de la clubul de handbal Corona Brașov, Bianca Bazaliu, Cristina Laslo și Daciana Hosu, că sunt suspectate de utilizarea unei metode interzise, terapia cu laser intravenos. Pe 25 noiembrie, ANAD a decis suspendarea celor trei handbaliste. Pe 27 august 2020, Agenția Mondială Antidoping a anunțat că permite celor trei sportive să își reia activitatea.
Pe 8 octombrie 2020, clubul SCM Râmnicu Vâlcea a anunțat transferul Dacianei Hosu.

## Palmares
- Liga Campionilor:
  - Optimi de finală: 2021

- Liga Europeană:
  - Sfertfinalistă: 2022, 2023

- Cupa EHF
  - Semifinalistă: 2016
  - Turul 2: 2017

- Liga Națională:
  -  Medalie de bronz: 2021, 2022

- Cupa României:
  -  Finalistă: 2022

- Campionatul European U17
  - Locul IV: 2015

- Campionatele Balcanice pentru junioare
  -  Medalie de aur: 2015